# Instrumedley
"Instrumedley" es un popurrí instrumental tocado en el concierto del grupo estadounidense de metal progresivo, Dream Theater, en Japón el año de la gira del disco Train of Thought (su séptimo álbum), y que se hizo popular al incluirse en el disco y DVD en directo Live at Budokan.
Fue interpretado por primera vez en agosto de 2002 en Los Ángeles, e incluye una serie de clásicos de Dream Theater y Liquid Tension Experiment empleando como canción de fondo "The Dance of Eternity", presente en Metropolis Pt. 2: Scenes From a Memory. De este modo, mientras suena esta canción se van introduciendo los riffs más reconocibles de las canciones.

## Canciones interpretadas
| Tiempo | Canción                                                                |
| ------ | ---------------------------------------------------------------------- |
| 0:00   | "Metropolis Pt. 1: The Miracle and the Sleeper" (Images and Words)     |
| 0:03   | "The Dance of Eternity" (Metropolis Pt. 2: Scenes From a Memory)       |
| 1:34   | "Metropolis Pt. 1: The Miracle and the Sleeper" (Images and Words)     |
| 1:57   | "Erotomania" (Awake)                                                   |
| 3:29   | "The Dance of Eternity" (Metropolis Pt. 2: Scenes From a Memory)       |
| 4:20   | "Metropolis Pt. 1: The Miracle and the Sleeper" (Images and Words)     |
| 5:16   | "A Change of Seasons IV: The Darkest of Winters" (A Change of Seasons) |
| 5:48   | "When the Water Breaks" (Liquid Tension Experiment 2)                  |
| 5:56   | "A Change of Seasons IV: The Darkest of Winters" (A Change of Seasons) |
| 6:03   | "Ytse Jam" (When Dream and Day Unite)                                  |
| 7:45   | "The Dance of Eternity" (Metropolis Pt. 2: Scenes From a Memory)       |
| 8:30   | "Paradigm Shift" (Liquid Tension Experiment)                           |
| 9:29   | "Universal Mind" (Liquid Tension Experiment)                           |
| 10:18  | "The Dance of Eternity" (Metropolis Pt. 2: Scenes From a Memory)       |
| 11:00  | "Hell's Kitchen" (Falling into Infinity)                               |

- Datos: Q2555699